# 漓江
漓江又名灕水、癸水，位于广西壮族自治区东北部，桂林市境内，属珠江流域西江水系，为支流桂江上游河段的通称。漓江起点为兴安县溶江镇灵渠口，终点为平乐三江口。漓江上游为大溶江，下游即为的桂江。漓江全长164公里，沿江河床多为水质卵石，泥沙量小，水质清澈，两岸多为喀斯特地貌.

## 地理概况

### 代表性地貌
漓江的山、水、洞被称为三绝，在地貌学上被称为岩溶峰林。形成了大面积的桂林-阳朔岩溶峰林地貌。

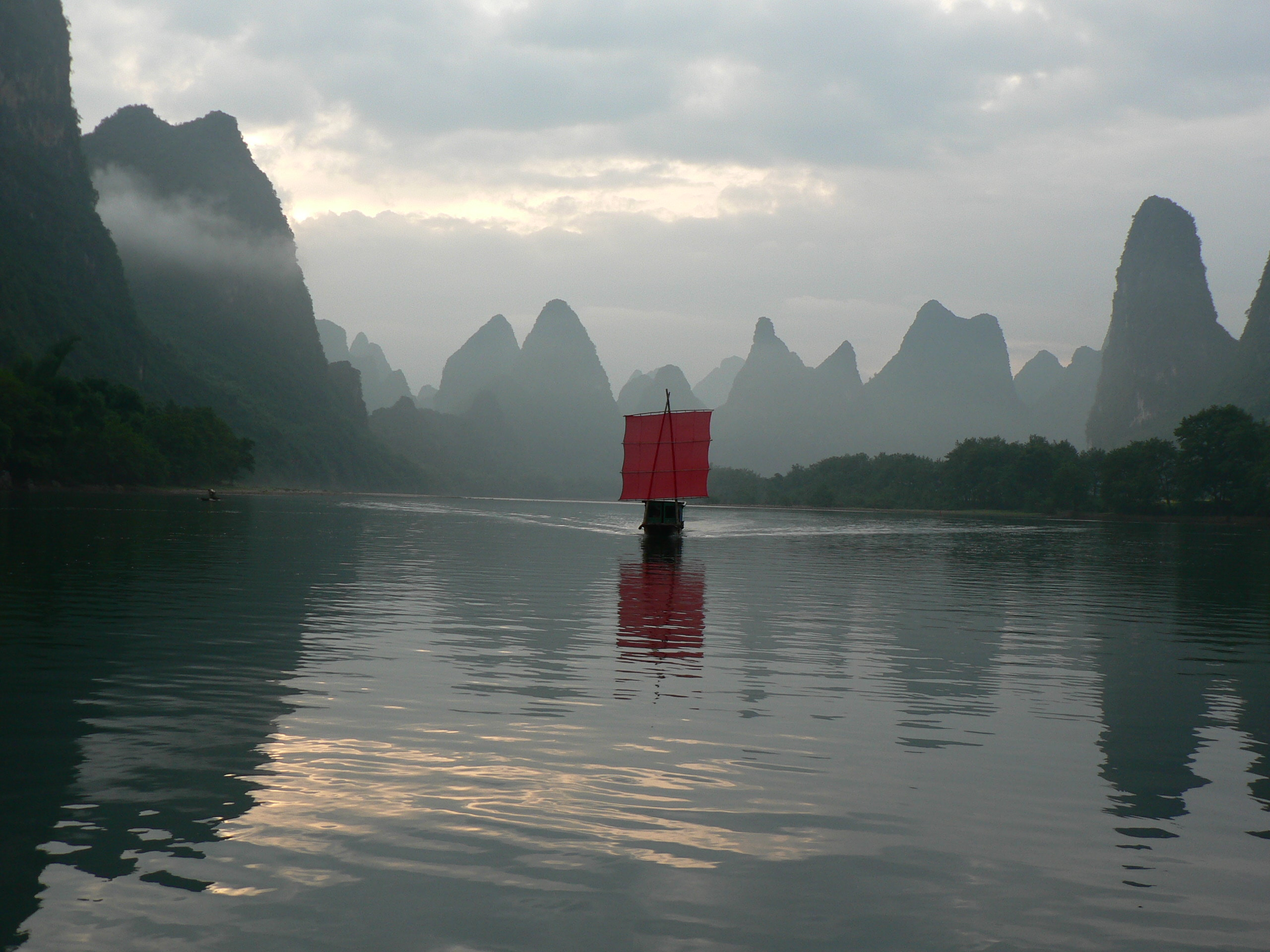
漓江风光

### 岩溶地貌成因推测
漓江地区以岩溶地貌（喀斯特地貌）为主，漓江山水景观是岩溶地貌类型中发育非常充分的一种。自然界中的水（主要是雨水）与空气中的二氧化碳发生反应生成碳酸，再与土壤中因生物作用产生的碳酸一起，与可溶性岩石（大多数情况下，均是由碳酸盐类组成的岩石，如石灰岩、白云岩等）发生反应。碳酸钙盐类岩中的钙离子被碳酸转移出来，并被地下水带走，看似坚硬的岩石就这样被水一点点溶蚀，形成峰林、孤峰和岩洞，构成当地独特的自然风光。桂林-阳朔一带的碳酸岩区形成约在3.2-4亿年前，年代古老地质坚硬，沉积厚度在3000米以上，桂林地区的石灰岩的孔隙度不到1%，相比世界其他区域质量非常之高（美国佛罗里达第三纪石灰岩孔隙度为16%）。

### 气候
漓江地区位于亚热带中部，属亚热带季风型气候，高温多雨，且雨季和高温期一致。

## 其他
第五套人民币20元以桂林阳朔漓江黃布灘倒影与元宝山作为背面装饰。

漓江
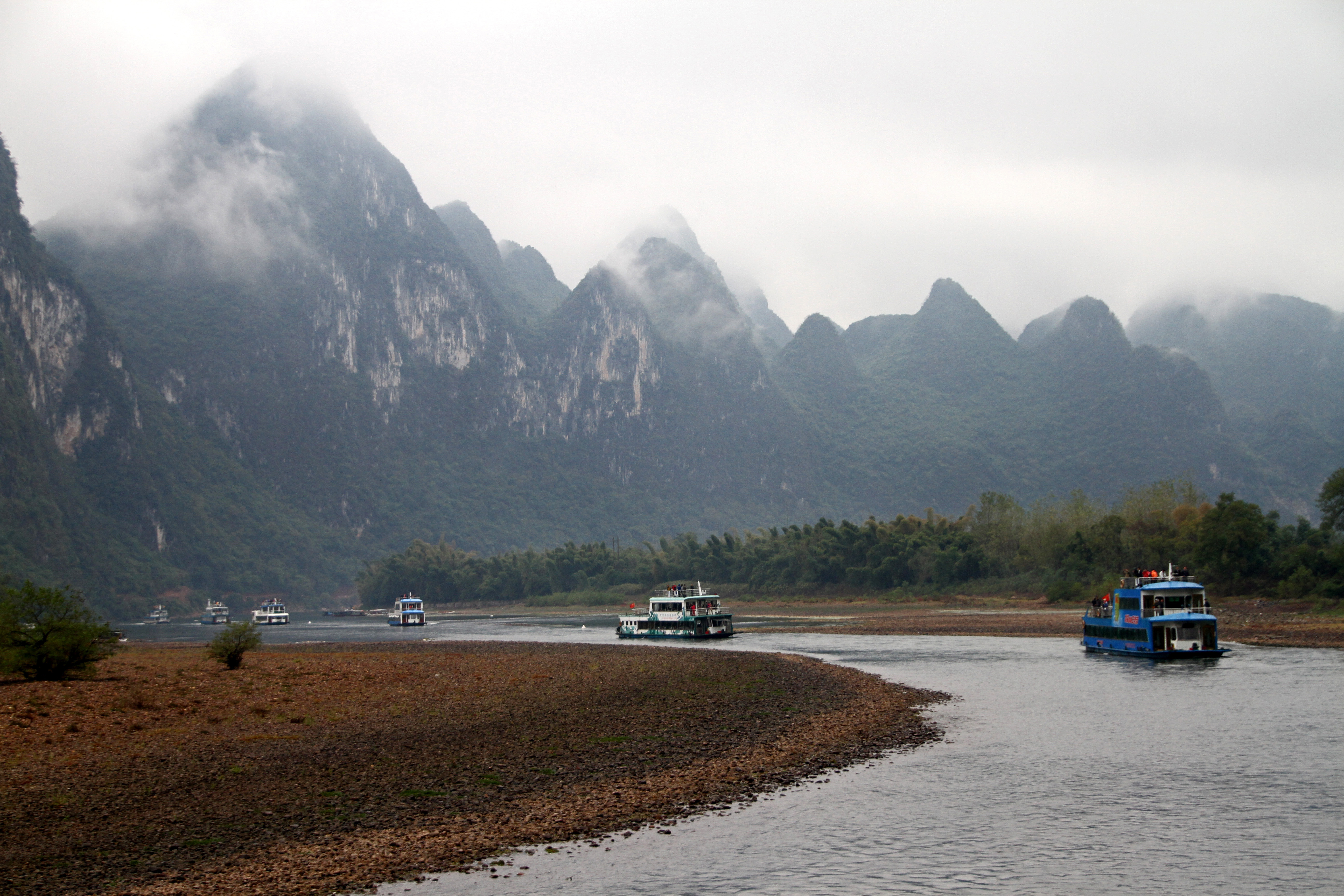
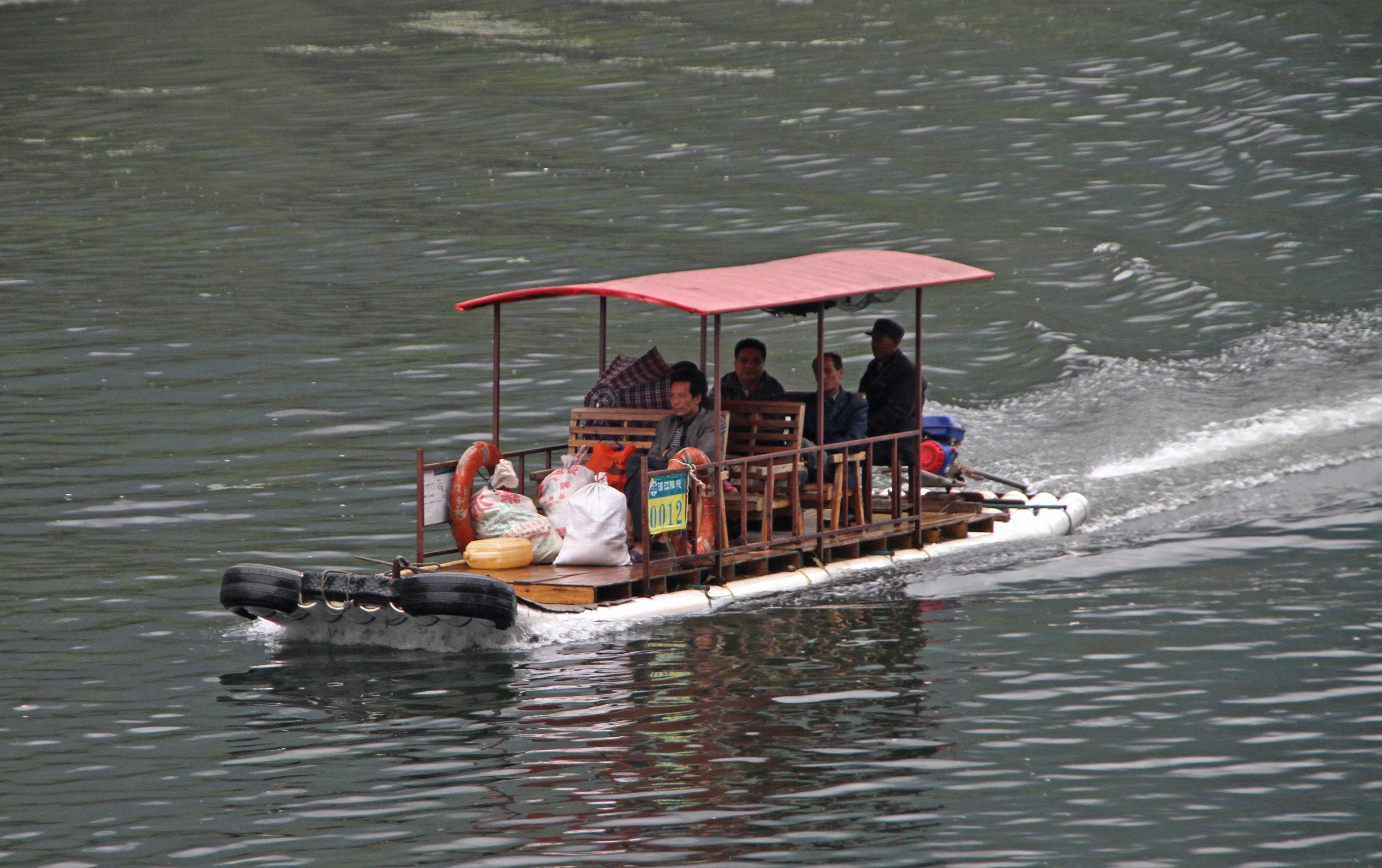
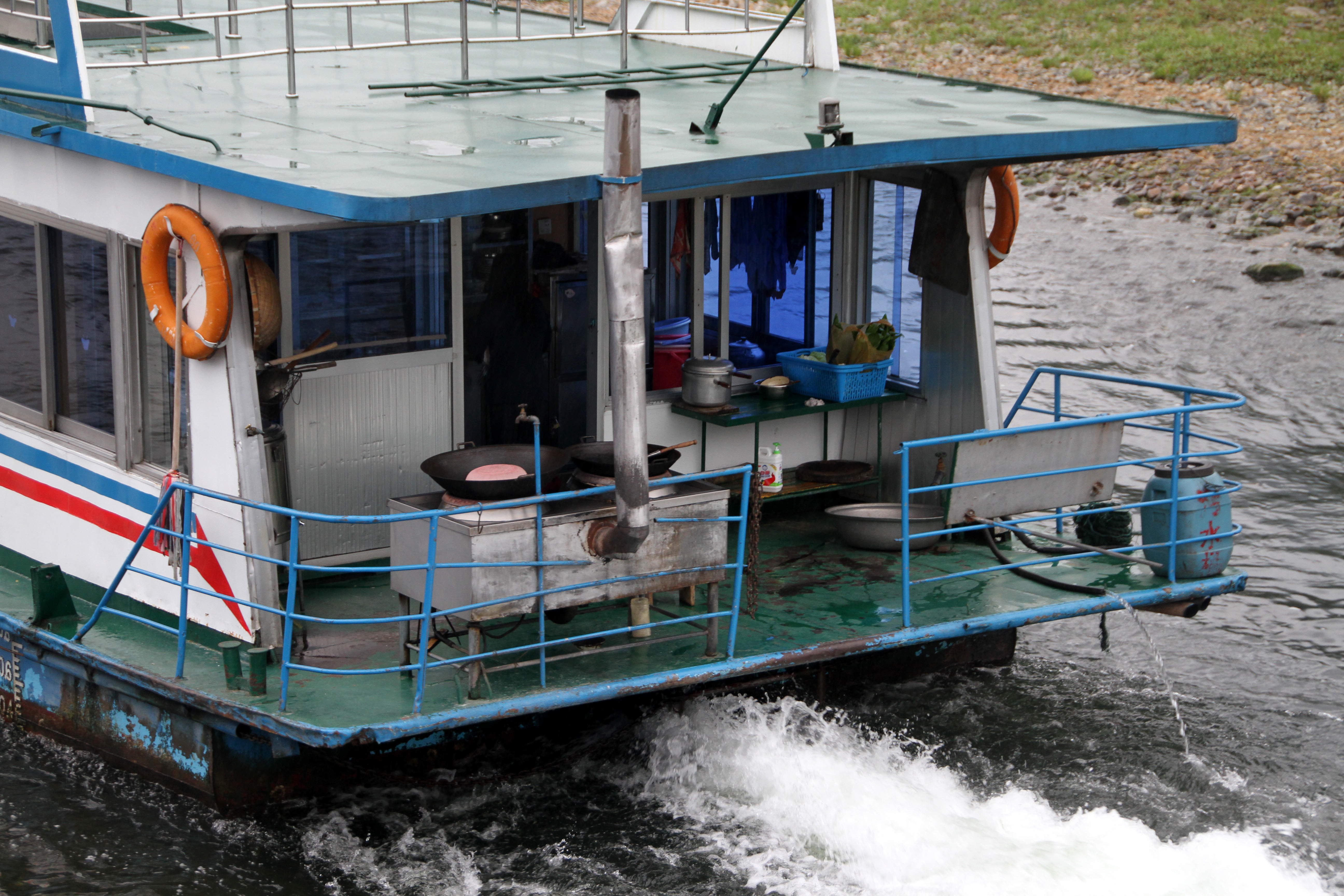
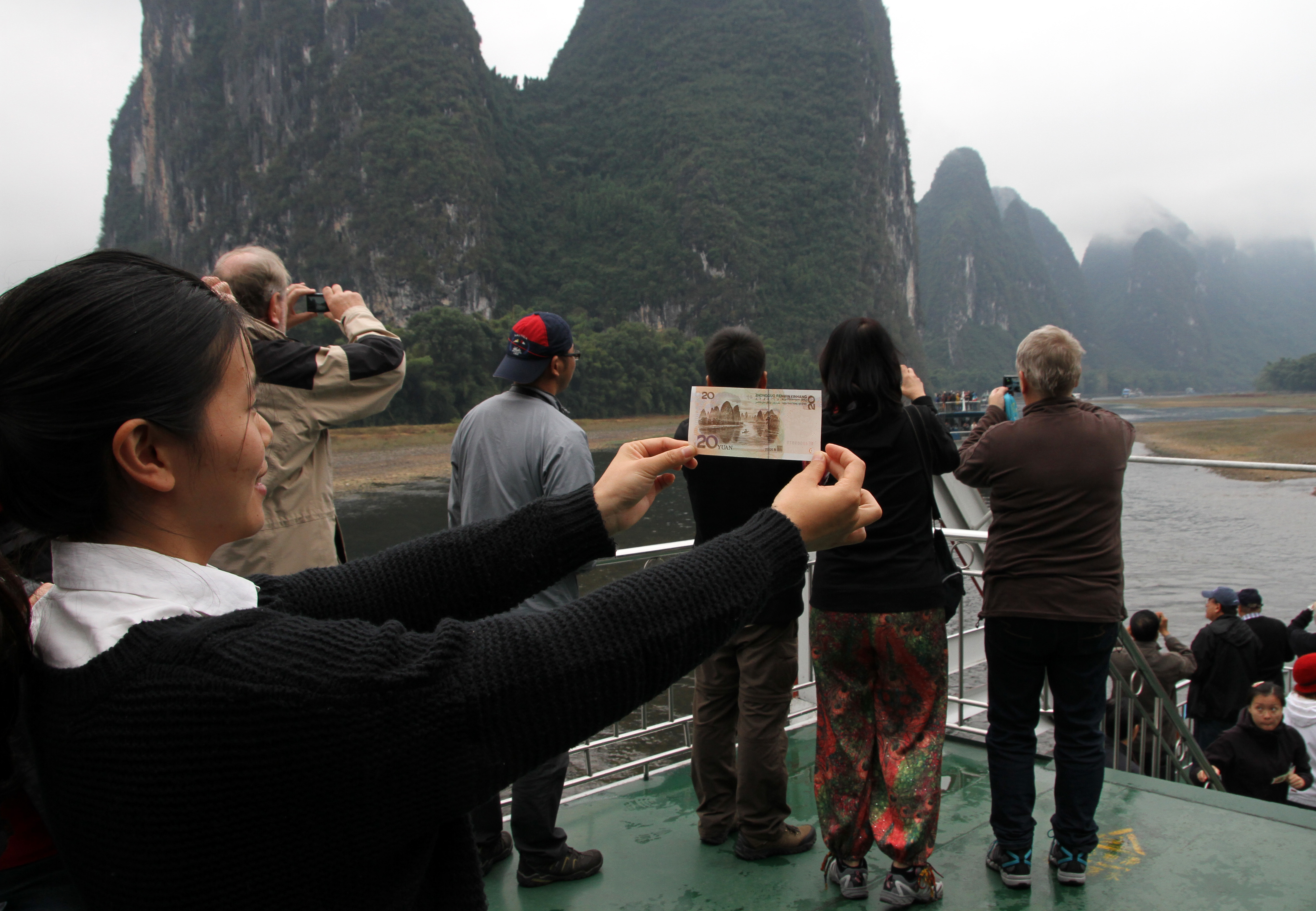
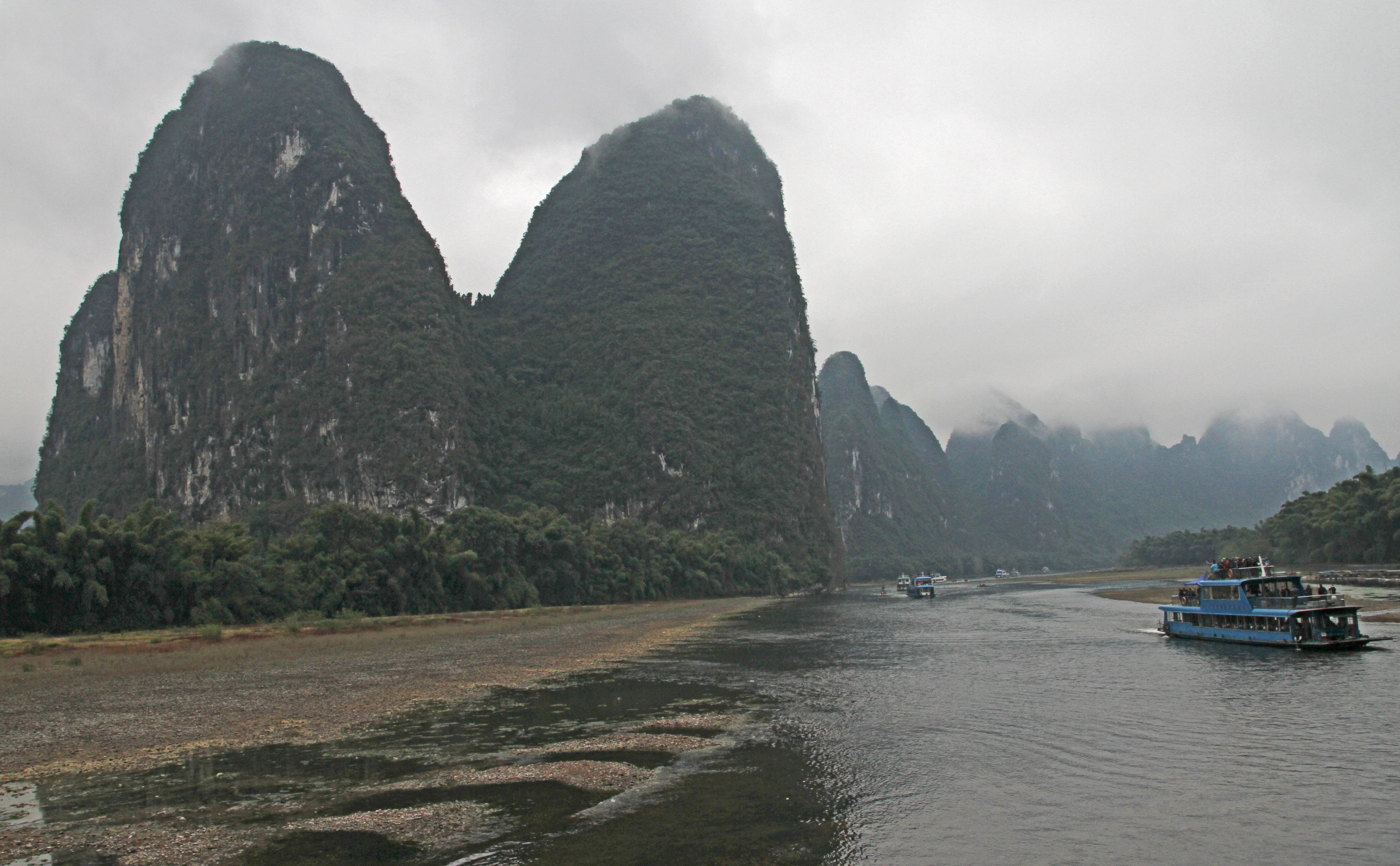
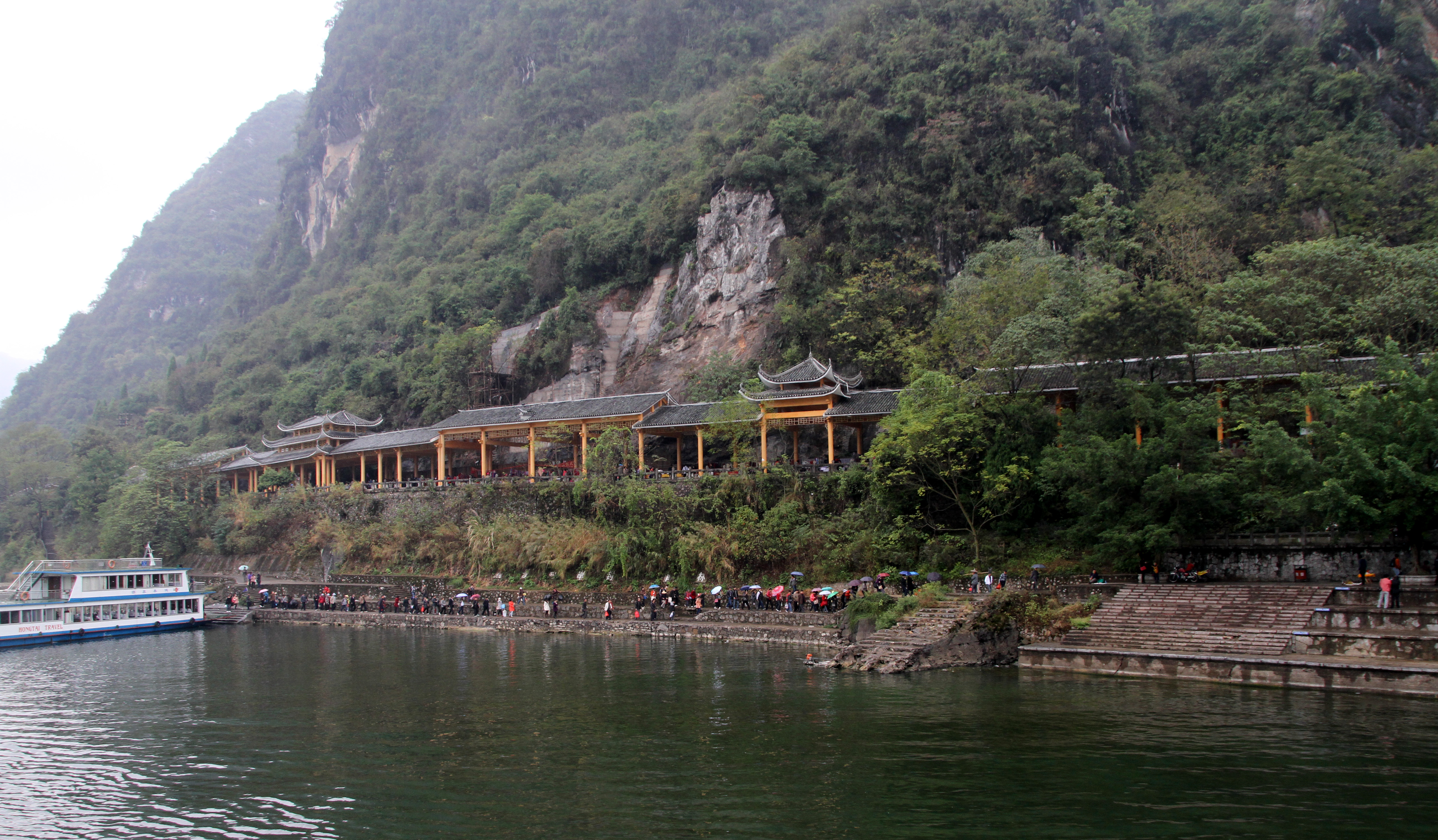
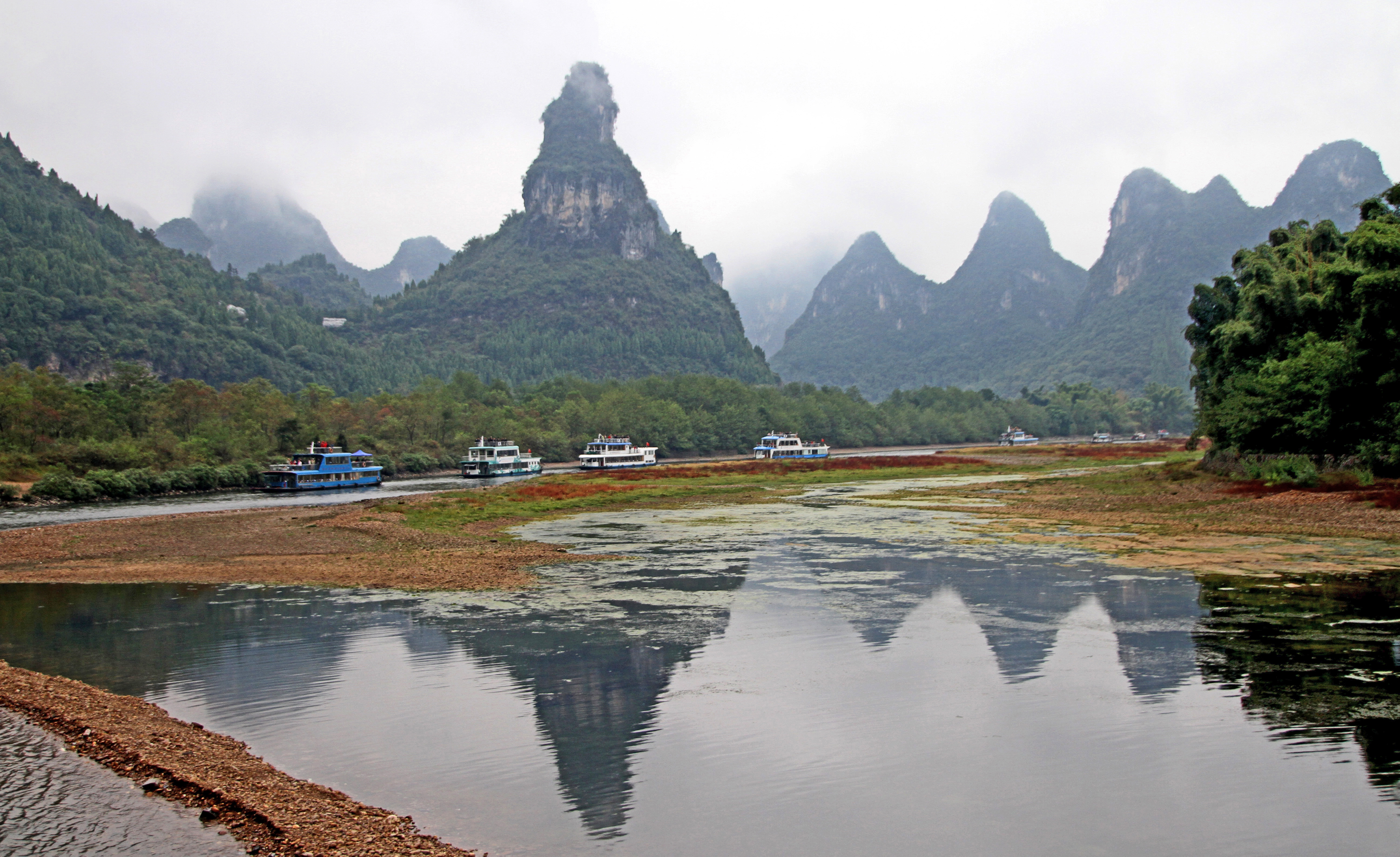

## 延伸阅读
[在维基数据编辑]
 《欽定古今圖書集成·方輿彙編·山川典·灕江部》，出自陈梦雷《古今圖書集成》

## 外部連結
- 漓江精华游 （页面存档备份，存于）
- 漓江风光 （页面存档备份，存于）